# ألمينيتي مادهافا ريدي

## تعريف
وكان من المقرر الانتهاء منه في عام 2010 لكنه تأخر بشكل غير متوقع. هومشروع ري يقع في منطقة نال جوندا (nalgonda) الموجودة في الهند.

## التاريخ
يحتوي هذا المشروع على بدليين متتاليين
اولهما: مخطط الرفع من خزان ناجارجونا ساجار: تم الانتهاء من هذا المخطط بحلول عام 2004 ويوجد ما يقارب 300000 فدان من الأراضي تحت الري.
ثانيا: مخطط الجاذبية من الشاطئ لخزان سريسيلام، من خلال نفقين: حيث تم استخدام هذا المخطط البديل للقضاء على ضخ المياه في عام 2004

## المشروع
تخرج المياه من مضخة بوتامغاندي الواقعة شمالا (37,36 *16) وشرقا (01,07*79) إلى خزان بوتامغاندي القريب من خزان ناجارجونا ساجار والمضخة لديها قدرة عالية جدا حيث تعادل خمس مضخات بقوة 600 وحدة من تدفق المياه.
يتم توفير المياه من خزان بوتامغاندي من خلال الجاذبية إلى المنطقة المشبعة بالمياه بأكملها من المشروع عبر خزان موازن يسمى خزان اكامبالي بسعة تخزين تصل إلى 1.5
يتم ضخ المياه أيضا من خزان اكامبالي إلى مدينة حيدر اباد لتلبية احتياجاتها أيضا من المياه.
للقضاء على الحاجة من ضخ المياه باهظة الثمن وتسهيل تدفق المياه عن طريق الجاذبية إلى اكامبالي والمتصور في المستقبل احضار المياه من خزان سريسيلام إلى سهول نالجوندا من خلال نفقين يبلغ طولة الاجمالي 50.75 كم (31.53ميل) حيث يعرف هذا المخطط بمشروع سريسيلام قناة الضفة الشمالية (SLBC).

## توسيع خزان بوتامغاندي
من الممكن تحسين تخزين مياه خزان بوتامغاندي عدة اضعاف من خلال توسيع مساحة تخزين المياه وعمقها من خلال بناء اسوار استناديه ارضية للاستفادة من التلال القريبة على ثلاث جوانب من الخزان.
تعمل سعة تخزين المياه المحسنة كمصدر موثوق بنسبة 100% لاكتفاء الاحتياجات المائية لمدينة حيدر اباد دون الاعتماد على المياه من خزانات سريسيلام وناجارجونا ساجار خلال سنوات الجفاف.